# Vivir así (telenovela)
Vivir así es una telenovela chilena de Canal 13 de Chile, emitida durante el segundo semestre de 1988. Ideada y escrita íntegramente por Egon Wolff, fue la primera y única teleserie que dirigió Vicente Sabatini en su breve paso por la exseñal católica.
Fue protagonizada por Jaime Vadell y Patricia Guzmán y antagonizada por Claudio Arredondo y Sandra O'Ryan, contando con las actuaciones estelares de Tomás Vidiella, Shlomit Baytelman, Patricio Achurra, Marés González, Roberto Poblete, Anita Reeves, Silvia Santelices, Sandra Solimano y José Soza.

## Argumento
La vida de Chumingo Mora (Jaime Vadell) y de su familia, está llena de esfuerzo, alegrías y penurias. Él es un camionero y pequeño empresario que posee una tienda de artículos y repuestos automotrices. De carácter fuerte, siempre desea el bien de su familia. Sin embargo, su personalidad machista y orgullosa, además de su fuerte temperamento, lo obligan a tomar sus propias decisiones sin considerar la opinión de su mujer o sus hijos. Justamente esas mismas decisiones terminarán complicándole la existencia a Chumingo, ya que por tratar de darle lo mejor a su familia este termina inmerso en una enorme deuda económica que amenaza con hacerlo perder todo lo que ha conseguido con base en su esfuerzo.
Dora Martínez (Patricia Guzmán) es la esposa de Chumingo, y la típica dueña de casa dedicada a la familia, quien nunca piensa en sí misma hasta que en un momento determinado se rebela contra este sistema. Tanto ella como su marido, deben costear todos los días su sacrificada vida de clase media, además de las locuras y la rebeldía de sus hijos Junior (Claudio Arredondo) y Gina (Sandra O'Ryan), quienes ambicionan tener una mejor vida que la de sus padres a cualquier precio. Junior es un muchacho que se siente ahogado por su padre. No demuestra interés por el mundo de la mecánica, además de tenerle cierto rencor a su padre, desconcertando completamente a Chumingo. Mantiene una relación sentimental con Angélica (Katty Kowaleczko), una dulce muchacha adolescente que tratará de frenar los incontrolables deseos de independencia de Junior, que lo llevarán incluso a hacer negocios bastante turbios. Además es asiduo visitante del hogar de niños a cargo del Padre Álvaro (José Soza), el cual tiene bastante cercanía con el impulsivo Junior e intuye que él está en muy malos pasos por lo que el sacerdote buscará la forma de acercarse a Junior y ayudarlo antes que sea demasiado tarde. Por otro lado, Gina es una chica sensual que aspira a un mundo más sofisticado [más precisamente incursionar en el mundo del modelaje] y cuando lo consigue, se ve inmersa en situaciones que le provocan un choque con su familia y su medio. Gina ingresa a la academia de modelos de Clara Wilson (Silvia Santelices), y es aquí donde conoce a Jean Bouchard (Sergio Aguirre), un hombre viejo, solitario y con una inmensa fortuna, el cual se encapricha con Gina y la termina convirtiendo en su protegida para así tratar de cumplir sus deseos de convertirse en una exitosa modelo. Sin embargo llegará un momento en que Gina se hastíe de los caprichos de Bouchard, lo que a la larga terminará comprometiendo seriamente sus aspiraciones de convertirse en modelo [debido a que Bouchard le hizo muchos favores a la gente vinculada al mundo de la moda, por ende tiene grandes influencias sobre ellos]. Fuera de todo este mundo de la moda, ella tiene como pretendiente a Wernet (Rodrigo Bastidas), un joven ingeniero y viejo amigo de niñez de Gina que regresa a Chile tras varios años viviendo en el extranjero. Wernet siempre estuvo enamorado de Gina, sin embargo ella nunca le tuvo demasiado interés debido a que lo encontraba "fome" y "demasiado serio". Inevitablemente las vueltas de la vida harán que los caminos de Gina y Wernet terminen cruzándose.

## Elenco
- Jaime Vadell como Chumingo Mora.
- Patricia Guzmán como Dora Martínez de Mora.
- Sandra O'Ryan como Gina Mora Martínez.
- Claudio Arredondo como Junior Mora Martínez.
- Elsa Poblete como Marisa.
- Roberto Poblete como Richard.
- Sandra Solimano como Alicia.
- Pedro Villagra como Paulo.
- Patricia Pardo como Loreto.
- Schlomit Baytelman como Ana María.
- Tomás Vidiella como Aldo.
- Ana Reeves como Adriana.
- Mario Montilles como Tío Florencio.
- Gloria Laso como Clarita.
- Marés González como Emilia.
- José Soza como Padre Álvaro.
- Arnaldo Berríos como Freddy.
- Mónica Sifrind como Yola.
- Katty Kowaleczko como Angélica.
- Coca Rudolphy como Gaby.
- Aníbal Reyna como Carrasco.
- Víctor Rojas como Don Chago.
- Víctor Carrasco como Nano.
- Alberto Castillo como Renato.
- Domingo Tessier como Bernales.
- Eduardo Mujica como Sebastián.
- Verónica Moraga como Noemi.
- Marcela Stangher como Ingrid.
- Paula Sharim como Magaly.
- Mauricio Latorre como Juan.
- Violeta Vidaurre como Josefa.
- Pablo Ausensi como Beto.
- Marcelo Alarcón como Miguelo.
- Sergio Aguirre como Jean Bouchard.
- Carlos Embry como Mario.
- Víctor Carvajal como Sr. Fiori
- Aldo Parodi como Kinsky.
- Andrés del Bosque como Hidalgo.
- Silvia Santelices como Clara Wilson.
- Rodrigo Bastidas como Wernet.
- Paulina Herrera como Glorita.
- Pablo Krebs como Jimmy.
- Alfredo Castro como Orsini.

## Banda sonora
1. José Luis Melo - Vivir Así (Tema Central)
2. Pet Shop Boys -  What Have I Done To Deserve This
3. Cheap Trick - The Flame